# Chionea reclusa
Chionea reclusa là một loài ruồi trong họ Limoniidae. Chúng phân bố ở miền Tân bắc.